# Enicospilus flavicaput
Enicospilus flavicaput là một loài tò vò trong họ Ichneumonidae.